# Witten
Witten er en by i Tyskland i delstaten Nordrhein-Westfalen med 99.976 indbyggere. Byen ligger i kreisen Ennepe-Ruhr ved floden Ruhr, syd i Ruhrområdet.
Nabobyerne er Bochum, Dortmund, Herdecke, Wetter (Ruhr), Sprockhövel og Hattingen.

## Historie
Witten blev først nævnt i 1214, men bydelen Herbede (som var en del af byen i 1975) går helt tilbage til 851. Byen var en graveby fra 1578. I 1975 var Witten en del af Ennepe-Ruhr-Kreis og er i dag den største by her. 1975 var også det første år Witten fik mere end 100.000 indbyggere, grænsen for en storby (Großstadt) i Tyskland.